# ボニート
ボニート（イタリア語: Bonito）は、イタリア共和国カンパニア州アヴェッリーノ県にある、人口約2,400人の基礎自治体（コムーネ）。

## 地理

### 位置・広がり

#### 隣接コムーネ
隣接するコムーネは以下の通り。括弧内のBNはベネヴェント県所属を示す。
- アーピチェ (BN)
- グロッタミナルダ
- メリート・イルピーノ
- ミラベッラ・エクラーノ

## 人物

### 著名な出身者
- サルヴァトーレ・フェラガモ - ファッションデザイナー。